# Plebiscito nacional de Chile de 1978
El plebiscito nacional de 1978, llamado también Consulta Nacional de 1978, fue un referéndum realizado en Chile, el miércoles 4 de enero de 1978, durante la dictadura militar de Augusto Pinochet, para consultar a los ciudadanos por el apoyo o rechazo a la legitimidad del gobierno. La opción Sí (apoyo) ganó por un amplio margen, aunque la legitimidad de sus resultados ha sido seriamente cuestionada pues no existían registros electorales ni garantías mínimas de transparencia, además de una fuerte censura a los medios de comunicación.

## Antecedentes
Las violaciones a los derechos humanos ocurridas durante los primeros años de la dictadura militar encabezada por Augusto Pinochet fueron objeto de varias investigaciones y condenas por parte de organismos internacionales, especialmente la Organización de las Naciones Unidas (ONU). En noviembre de 1977 fue presentado ante la Comisión de Derechos Humanos de la ONU un informe de 350 páginas redactado por Ghulam Ali Allana que documentaba las violaciones a derechos humanos y la situación interna del país. El 7 de diciembre dicha comisión condenó al gobierno chileno por las reiteradas violaciones a los derechos humanos, en una votación que tuvo 98 votos a favor —incluido el de Estados Unidos—, 12 en contra y 28 abstenciones.
La Asamblea General de las Naciones Unidas trató el tema en su sesión del 16 de diciembre, ante la cual fue aprobada una nueva resolución condenatoria hacia Chile por 96 votos a favor —entre ellos Francia y la República Federal Alemana— y 14 en contra —casi en su totalidad países de América Latina además de Líbano—, mientras que países como Bolivia y Perú se abstuvieron.
Sometido a una fuerte presión internacional, el 21 de diciembre Pinochet decide convocar a una consulta a todos los ciudadanos chilenos mayores de 18 años para demostrar el apoyo al nuevo régimen, con la oposición inicial de los miembros de la junta José Toribio Merino y Gustavo Leigh.
Augusto Pinochet se encontraba con el problema de que el contralor Héctor Humeres declaró que el gobierno no poseía norma legal ni constitucional para hacer la consulta, mediante un dictamen emitido el 28 de diciembre de 1977. Sin embargo, ocurría que ese mismo año Humeres se jubilaba, para el 2 de enero del año siguiente, y los papeles de su jubilación se despacharon con velocidad inusitada, y salió de la Contraloría el día 29 de diciembre de 1977. El día 30 de diciembre, Pinochet colocó en el cargo a su nuevo hombre de confianza, Sergio Fernández, quien aprobó de inmediato la norma que permitía la consulta, a menos de 24 horas de ser realizada (el Decreto 1308, que llamaba a la consulta, fue publicado en el Diario Oficial el 3 de enero).
Una encuesta publicada por la consultora Gallup a inicios de enero de 1978 señalaba que alrededor de un 70 % de los electores votaría por el "Sí" en la consulta.

## Forma y texto de la consulta

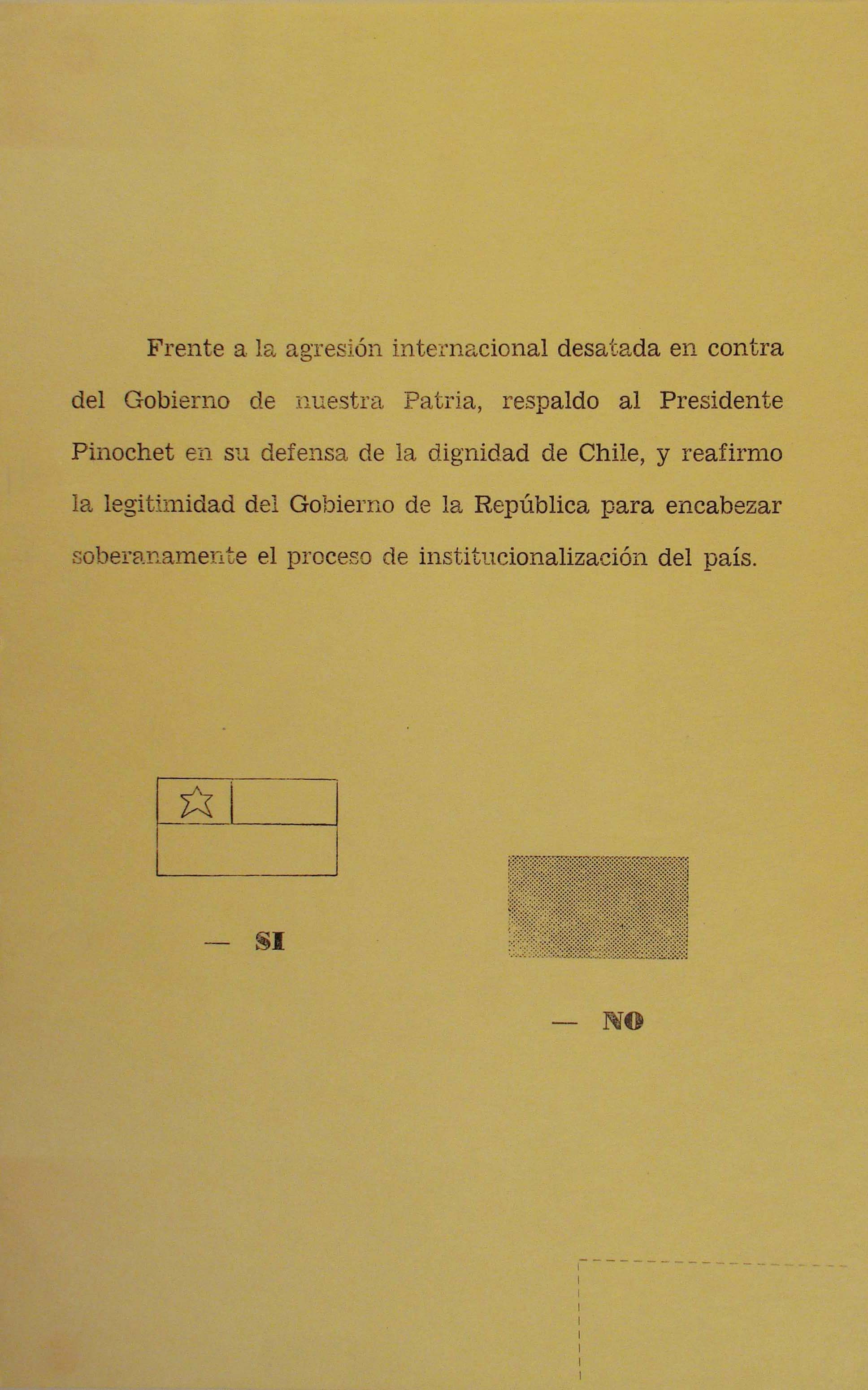
Ejemplo del voto. Obsérvese las banderas y la posición de estas sobre cada opción.

Para votar se exigía únicamente la cédula de identidad, pues no existían registros electorales ya que fueron declarados caducados luego del golpe de Estado del 11 de septiembre de 1973 y destruidos en julio de 1974. El único control era el corte de la esquina superior derecha de la cédula y la adición de un sello adhesivo impreso por la Casa de Moneda de Chile. Al no existir registros electorales para determinar mesas de votación, se estableció que estas estarían distribuidas por letras, por lo que cada votante debía acudir a la mesa que le correspondiera de acuerdo a la letra inicial de su apellido paterno. Cada mesa debía funcionar durante ocho horas continuas.
El texto del voto, que presentaba dos alternativas («Sí» y «No») señalaba:

Frente a la agresión internacional desatada en contra del Gobierno de nuestra Patria, respaldo al Presidente Pinochet en su defensa de la dignidad de Chile, y reafirmo la legitimidad del Gobierno de la República para encabezar soberanamente el proceso de Institucionalización del país.

Sobre la opción «Sí» había una bandera chilena, mientras en el «No» había una bandera negra.
La votación se llevó a cabo en un ambiente completamente restringido, con estado de excepción vigente, sin propaganda en muros públicos y sin oposición, debido a la ilegalización de los partidos políticos, a la prohibición de realizar reuniones de carácter político, la falta de registros electorales independientes, y a la censura existente en contra de los medios de comunicación. Las mesas de votación fueron operadas y controladas por personas de confianza designadas por los alcaldes de cada comuna, sin que siquiera fueran habitantes de las mismas: existieron casos en que mesas de comunas del sector sur y poniente de Santiago —como Pudahuel, La Granja y San Miguel— tenían como vocales a vecinos de la comuna de Las Condes, ubicada en el sector oriente de la capital chilena.

## Campaña
La oposición a la dictadura prácticamente no tuvo espacios masivos de campaña. Varias de las agrupaciones políticas opositoras llamaron a votar «No» en la consulta, entre ellas el Partido Demócrata Cristiano (PDC), el Partido Radical de Chile (PR) y el Movimiento de Izquierda Revolucionaria (MIR); este último llamó también a marcar el voto con un círculo y una letra R en su interior. Otras agrupaciones, como el Partido Socialista de Chile (PS), la Unión Socialista Popular (USOPO) y el Partido Comunista Revolucionario (PC-R), llamaron a la abstención. La Unidad Popular —con su directiva en el exilio— publicó el 27 de diciembre de 1977 una declaración que presentaba la consigna «Pan-Trabajo-Libertad» y en la que llamaba a oponerse a la consulta mediante la abstención o el voto negativo en ésta; misma posición adoptó el MAPU Obrero Campesino (MAPU-OC).
El Paseo Ahumada se convirtió en lugar habitual de manifestaciones a favor del «Sí» y del «No» en la consulta. El 26 de diciembre se realizó una de las primeras manifestaciones de partidarios de la opción «No», en la que militantes del PDC repartieron la declaración del partido con su postura sobre el plebiscito y repartiendo volantes a automovilistas. Al día siguiente, un grupo de 50 personas se reunión en el mismo paseo realizando gritos de «paz, justicia y libertad», los cuales fueron dispersados por carabineros. En las jornadas siguientes, los partidarios del «Sí» se concentraban en las cercanías de Ahumada con Huérfanos, mientras que los adherentes del «No» se desplazaban hacia la Plaza de Armas.
El 28 de diciembre, un grupo de militantes del Frente Juvenil de Unidad Nacional quemó banderas de la Organización de las Naciones Unidas y de Estados Unidos durante una manifestación en Valparaíso.
Los medios de comunicación dieron amplia cobertura a la opción «Sí». La televisión —y especialmente TVN— dedicó grandes recursos a promover la opción de apoyo a la Junta Militar mediante espacios publicitarios. La misma situación ocurrió con las radioemisoras, en su mayoría adeptas a la dictadura, así como también la prensa escrita de alcance nacional.

## Desarrollo de la votación

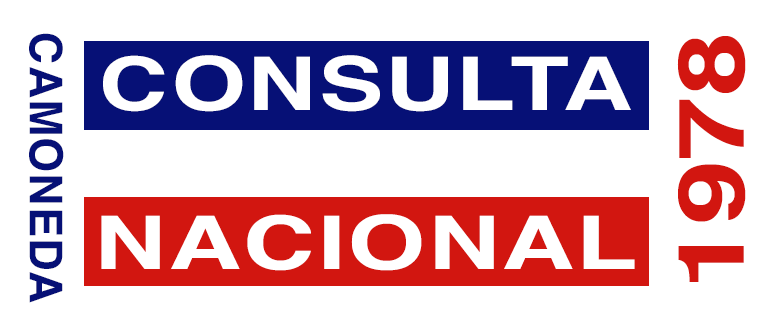
Sello adhesivo utilizado para marcar las cédulas de identidad de los votantes que ya sufragaron.

En la madrugada del 4 de enero, una bomba hizo explosión en el edificio de IBM, en el centro de la capital chilena, provocando daños leves y sin dejar víctimas fatales. En momentos en que una radio perteneciente al Arzobispado de Santiago emitía un programa informativo, las transmisiones fueron interferidas por una voz femenina que leyó una proclama del Movimiento de Izquierda Revolucionaria (MIR) instando a votar «No» en la consulta nacional.
Durante el proceso de escrutinio, diversas organizaciones denunciaron irregularidades en el proceso, como por ejemplo:
- El borrado de la marca realizada en el voto (hecha con lápiz de grafito) para marcar preferencias a favor de la opción Sí.
- Restricciones para observar el proceso de recuento de votos en algunas mesas.
- Denuncias de que la papeleta de votación tenía un grado de transparencia que permitía ver desde el reverso la opción marcada.
- Votos a los que no se le retiraba la colilla (o talón) y por ende estas no eran contabilizadas en el escrutinio para corroborar si su número equivalía al de votos emitidos en la mesa.
- Contabilización de votos nulos y en blanco a favor de la opción Sí.
- Votos a favor de la opción No que eran considerados nulos.
- Urnas que no estaban selladas al iniciar el proceso de votación.
- Ausencia de cámaras secretas, por lo que la votación se realizaba en presencia de los miembros de la mesa.[4]

## Resultados

### Resultados nacionales
Los resultados finales, proporcionados por las autoridades, fueron los siguientes:
| Propuesta (alternativa) | Votos     | %       |
| ----------------------- | --------- | ------- |
| Voto «Sí»               | 4 177 064 | 78.69 % |
| Voto «No»               | 1 131 115 | 21.31 % |
| Total votos válidos     | 5 308 179 | 100 %   |
| Votos nulos y blancos   | 258 109   |         |
| Total votos emitidos    | 5 566 288 |         |

El resultado de esa auscultación de opinión incitó a reintentar en 1980 cuya legitimidad en los resultados también se ha cuestionado: de este modo sería aprobada una nueva Constitución, que mantenía a Augusto Pinochet en la presidencia hasta 1989, ocasión en la cual un candidato sería propuesto por las Fuerzas Armadas al voto plebiscitario de los chilenos, que en caso de rechazarlo gozarían de un año adicional de mandato.

### Resultados por regiones
| Región           | Región                                  | «Sí»      | %      | «No»      | %      |
| ---------------- | --------------------------------------- | --------- | ------ | --------- | ------ |
| I                | Tarapacá                                | 102 156   | 81.51% | 23 177    | 18.49% |
| II               | Antofagasta                             | 123 886   | 78.96% | 33 018    | 21.04% |
| III              | Atacama                                 | 69 581    | 79.90% | 17 499    | 20.10% |
| IV               | Coquimbo                                | 154 122   | 80.07% | 38 356    | 19.93% |
| V                | Valparaíso                              | 507 608   | 78.04% | 142 836   | 21.96% |
| VI               | Lib. Gral. Bernardo O'Higgins           | 232 935   | 82.15% | 50 624    | 17.85% |
| VII              | Maule                                   | 315 275   | 85.63% | 52 898    | 14.37% |
| VIII             | Biobío                                  | 578 754   | 82.07% | 126 443   | 17.93% |
| IX               | La Araucanía                            | 284 302   | 89.18% | 34 490    | 10.82% |
| X                | Los Lagos                               | 322 483   | 85.93% | 52 814    | 14.07% |
| XI               | Aysén del Gral. Carlos Ibáñez del Campo | 24 234    | 82.99% | 4 968     | 17.01% |
| XII              | Magallanes y la Antártica Chilena       | 47 930    | 80.07% | 11 929    | 19.93% |
| RM               | Metropolitana de Santiago               | 1 413 798 | 72.29% | 542 063   | 27.71% |
| Total: 5 308 179 | Total: 5 308 179                        | 4 177 064 | 78.69% | 1 131 115 | 21.31% |